# شین رابینسن
شین رابینسن (انگلیسی: Shane Robinson؛ زادهٔ ۲۶ دسامبر ۱۹۷۶) یک سیاست‌مدار اهل ایالات متحده آمریکا است.